# Dunavtsi (distrikt i Bulgarien, Stara Zagora)
Dunavtsi (bulgariska: Дунавци) är ett distrikt i Bulgarien.   Det ligger i kommunen Obsjtina Kazanlăk och regionen Stara Zagora, i den centrala delen av landet, 160 km öster om huvudstaden Sofia. Dunavtsi ligger vid sjön Koprinka.
Trakten runt Dunavtsi består till största delen av jordbruksmark. Runt Dunavtsi är det ganska tätbefolkat, med 108 invånare per kvadratkilometer.